# Contea di Changsha
La contea di Changsha (长沙县S, Chángshā XiànP) è una contea della Cina, situata nella provincia di Hunan e amministrata dalla prefettura di Changsha.